# ポジティブ傾向
ポジティブ傾向（-けいこう、positive affectivity,  PA）とは、人がポジティブな情動（sensations 感覚、emotions 感情、sentiments 感情に基づいた体験や思考）をどの程度経験するかを表す人間の特性であり、その結果として、他者や周囲の環境とどのように相互作用するかを表す。

## 解説
ポジティブ傾向の高い人は一般的に、熱心で、エネルギッシュで、自信があり、活動的で、注意深い。研究によると、ポジティブ傾向は長寿の増加、より良い睡眠、ストレスホルモンの減少と関連している。ポジティブ傾向の高い人は、より健康的な対処スタイルを持ち、より肯定的な自己資質を持ち、より目標志向的である。また、ポジティブ傾向は、開放的な態度、社交性、親切心を促進する。
ポジティブ傾向のレベルが低い（そしてネガティブ傾向のレベルが高い）人は、悲しみ、無気力、苦痛、喜びを感じられない関係性を特徴とする（ネガティブ傾向の項を参照)。ポジティブ傾向のレベルが低いと、ドーパミンのレベルが低下するため、社会不安やうつ病と相関する。